# مجد ودموع (فلم)
مجد ودموع هو فيلم مصري إنتاج 1946، إخراج وسيناريو وحوار أحمد بدرخان وقصة وحوار يوسف جوهر وبطولة محمد فوزي ونور الهدى.

## قصة الفيلم
درية أحمد عبد التواب (نور الهدى) مطربة مغمورة بالشام، تركت اختها الصغيرة سوسو (سلوى الصغيره) لدى أقاربها هناك، وحضرت لمصر لتجربة حظها، حيث عملت في تياترو بطنطا، كان صاحبه (عبد العزيز خليل) يلهف الإيراد ولا يعطى الفنانين اجورهم، حتى عجزت درية ومعها زميلها الممثل حندوق (بشارة واكيم) عن دفع إيجار اللوكاندة، وطردهم صاحبها الجزار السابق كلاوى (عبد الفتاح القصري)، وما زاد الطين بلة، ان صاحب التياترو عمل على تسليم درية لقمة سائغة، للمستكاوى بيه (فؤاد شفيق) ليلتهمها، ولكنها رفضت التفريط في شرفها وصفعته، مما كان سببا لطردها من التياترو، لتتخذ من الرصيف مأوى حتى قرصها الجوع، لتتقابل مع حمدي عبد المنعم (محمد فوزي) المعجب بصوتها والموظف البسيط لدى المستكاوي، وآواها في منزله، وأكرم وفادتها وإحترمها، ثم صحبها للقاهرة ليقدمها لصديقه (أدمون تويما) صاحب الفرقة الموسيقية الغنائية، والذي أعجب بصوتها وضمها لفرقته، ومكثت درية بالقاهرة، بينما عاد حمدي لطنطا، وقد أحب حمدي درية وخجل من مصارحتها بحبه، وبادلته درية الشعور وخجلت أيضا من مصارحته، ولما علم المستكاوي بعلاقة حمدي ودرية، عمل على نقل حمدي لفرع الشركة بأسوان، ولما تحسنت احوال درية المادية، أرسلت في استدعاء شقيقتها من الشام وألحقتها بمدرسة داخلية، ولما زادت شهرتها وحلت محل المطربة المشهورة سميحة (زوزو ماضي) في مسرح النهضة، غيرت اسمها إلى إلهام، وارسلت في استدعاء زميلها حندوق ليعمل مديرا لأعمالها، وأصبح أصدقاءها فريد باشا فهمي (حسن فايق) وحسين بك محمود (محمود رضا) والصحفي عمر (محمد راغب)، وابن الاثرياء يحيى (عز الدين شاكر) ابن خليل باشا، وإنضم لهم المستكاوى بك، ولما عاد حمدي من أسوان، سعى لزيارة درية بعد وصلته أنباء نجاحاتها، ولكنها قابلته بفتور، فقد أصبح دون مستواها، ولم تقبل نصيحة حندوق بالارتباط بالشاب حمدى، الذي وضعها على أول سلالم المجد، والذي يحبها بإخلاص، غير انها قررت قبول عرض الزواج الذي عرضه عليها ابن الأغنياء يحيى خليل، غير أن زيارة مفاجأة من إحسان (أمينة شريف) ابنة عم يحيى وخطيبته، جعلها تعدل عن موافقتها على الزواج من يحيى، وقبلت دعوة إحسان للغناء في فرحها على يحيى، وبسبب هذه الصدمة، استسلمت درية لقدرها، وإرتمت في أحضان فريد باشا والمستكاوى بك، وباقى الشلة، تسهر وتشرب كل ليلة، وتتلقى منهم الهدايا والشيكات، حتى أهملت عملها وساءت مواعيدها، وضج منها مدير مسرح النهضة (عبد الحليم مرسي) الذي حول دفة المسرح نحو المطربة سميحة، فلما مل فريد باشا من المطربة إلهام، تحول نحو سميحة وتخلى عنها، وازدادت ديونها، ولما حاولت اختبار وفاء المستكاوي، ادعت أمامه إصابتها بالسل، فأسرع بالتخلى عنها وهرب منها، وعانت الهام من شرب الخمر وانحسار الاضواء وزيادة الديون، وكانت صدمتها الكبرى في مصرع شقيقتها سوسو في حادث سيارة، وتم بيع أثاث منزلها في المزاد، وكتب عن احوالها الصحفى عمر، وذكر اصابتها بالسل، وقرأ حمدي الاخبار وانزعج على حبيبته، فأسرع بالحضور لينقذها، فلما علم بعدم اصابتها بالسل، قرر مساعدتها لتعود للأضواء مرة أخرى، ويرفع معنوياتها ويمنعها من شرب الخمر والسجائر، لتستعيد صوتها، ثم يقدمها في أوبريت من تأليفه، بعد أن يرهن منزل والدته (ثريا فخري) من أجل دفع التأمين الذي طلبه مدير مسرح النهضة، وينجح الاوبريت وتستعيد إلهام شهرتها، وتقرر استعادة اسمها الاصلى درية، وتتزوج من حمدى. 

## فريق العمل
إخراج: أحمد بدرخان
تأليف:
- يوسف جوهر (قصة وحوار)
- أحمد بدرخان (سيناريو وحوار)

إنتاج: اتحاد الفنيين
بطولة:
- محمد فوزي (حمدي عبد المنعم)
- نور الهدى (درية/ إلهام)
- بشارة واكيم (حندوق)
- زوزو ماضي (سميحة رشدي)
- أمينة شريف (إحسان)
- فؤاد شفيق (المستكاوي بيه)
- حسن فايق  (فريد باشا فهمي)
- ثريا فخري (أم حمدي)
- عبد العزيز خليل (مدير الكباريه)
- عبد الفتاح القصري (صاحب لوكاندة الانشراح)
- حسن كامل (مونولوجست)
- محمد راغب
- محمد الديب
- محمود رضا
- عبد الحليم مرسي
- عز الدين شاكر
- سعيد أبو بكر (صبى اللوكاندة)
- سامية رشدي
- نجوى سالم
- سلوى الصغيرة

## أغاني الفيلم
تأليف الكلمات:
- أحمد رامي
- بيرم التونسي
- صالح جودت
- مأمون الشناوي
- عبد العزيز سلام
- كامل الشناوي (إهداء القصيدة)

الحان:
- رياض السنباطي
- محمد القصبجي
- محمد فوزي
- فريد الأطرش (لحن «اسمعني» - إهداء)

## وصلات خارجية
- مقالات تستعمل روابط فنية بلا صلة مع ويكي بيانات